# Коммерческое программное обеспечение
Коммерческое программное обеспечение (англ. commercial software или англ. payware) — программное обеспечение, созданное с целью получения прибыли от его использования другими лицами, например, путём продажи экземпляров.

## Коммерческое и свободное программное обеспечение

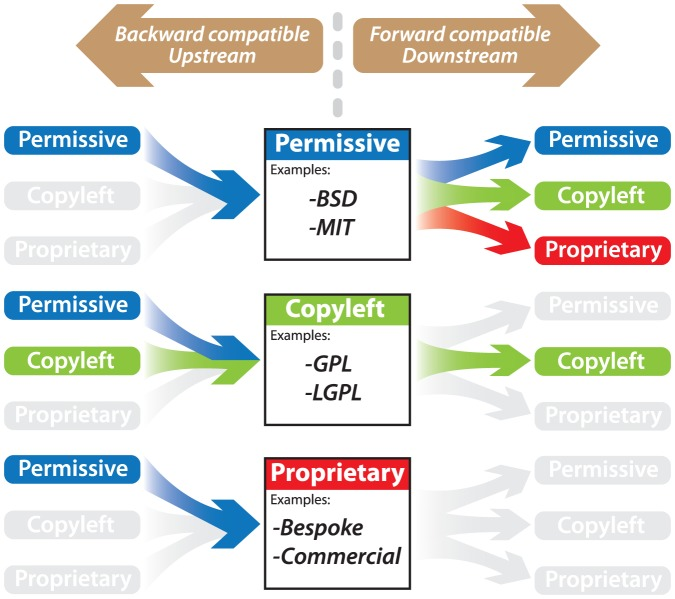
Сравнение лицензий на ПО: красным цветом обозначены проприетарные лицензии; коммерческое ПО почти всегда является проприетарным.

Ведь свободным ПО считается с того момента, как автор предоставляет права на свободную модификацию, распространение и извлечение прибыли со своего продукта. Свободные программы вполне могут быть и коммерческими продуктами. Хорошими примерами коммерческих программ, относящихся к разряду свободных, могут служить компилятор GNU ADA или многие операционные системы на основе GNU/Linux.
Противоположностью свободного программного обеспечения является Проприетарное программное обеспечение, которое также может быть как коммерческим, так и бесплатным (freeware).